# Lijst van gouverneurs van Maharashtra
Dit is een lijst van gouverneurs van de Indiase deelstaat Maharashtra. De gouverneur is hoofd van de deelstaat en wordt voor een termijn van vijf jaar aangewezen door de president. De rol van de gouverneur is hoofdzakelijk ceremonieel en de echte uitvoerende macht ligt bij de ministerraad, met aan het hoofd de chief minister.
De deelstaat ontstond op 1 mei 1960, toen de provincie Bombay werd opgesplitst in twee nieuwe deelstaten: Gujarat en Maharashtra.

## Gouverneurs van Bombay (1943–1960)
| # | Naam                  | Begin termijn | Einde termijn |
| - | --------------------- | ------------- | ------------- |
| 1 | John Colville         | 1943          | 1948          |
| 2 | Raja Maharaj Singh    | 1948          | 1952          |
| 3 | Girija Shankar Bajpai | 1952          | 1954          |
| 4 | Harekrushna Mahatab   | 1955          | 1956          |
| 5 | Sri Prakasa           | 1956          | 1960          |

## Gouverneurs van Maharashtra (sinds 1960)
| #   | Naam                                | Begin termijn    | Einde termijn    |
| --- | ----------------------------------- | ---------------- | ---------------- |
| 1   | Sri Prakasa                         | 1 mei 1960       | 16 april 1962    |
| 2   | Paramasiva Subbarayan               | 17 april 1962    | 6 oktober 1962   |
| 3   | Vijayalakshmi Pandit                | 28 november 1962 | 18 oktober 1964  |
| 4   | Palathnikal Varkey Cherian          | 14 november 1964 | 8 november 1969  |
| 5   | Ali Yavar Jung                      | 26 februari 1970 | 11 december 1976 |
| 6   | Sri Sadiq Ali                       | 30 april 1977    | 3 november 1980  |
| 7   | Om Prakash Mehra                    | 3 november 1980  | 5 maart 1982     |
| 8   | Idris Hasan Latif                   | 6 maart 1982     | 16 april 1985    |
| 9   | Kona Prabhakara Rao                 | 31 mei 1985      | 2 april 1986     |
| 10  | Shankar Dayal Sharma                | 3 april 1986     | 2 september 1987 |
| 11  | Kasu Brahmananda Reddy              | 20 februari 1988 | 18 januari 1990  |
| 12  | Chidambaram Subramaniam             | 15 februari 1990 | 9 januari 1993   |
| 13  | Padinjarethalakal Cherian Alexander | 12 januari 1993  | 13 juli 2002     |
| 14  | Mohammed Fazal                      | 10 oktober 2002  | 5 december 2004  |
| 15  | Somanahalli Mallaiah Krishna        | 12 december 2004 | 5 maart 2008     |
| 16  | Senayangba Chubatoshi Jamir         | 9 maart 2008     | 22 januari 2010  |
| 17  | Kateekal Sankaranarayanan           | 22 januari 2010  | 24 augustus 2014 |
| wnd | Om Prakash Kohli                    | 24 augustus 2014 | 29 augustus 2014 |
| 18  | Chennamaneni Vidyasagar Rao         | 30 augustus 2014 | 4 september 2019 |
| 19  | Bhagat Singh Koshyari               | 5 september 2019 | huidig           |